# Typhon Ida (1958)
Pour les articles homonymes, voir Cyclone tropical Ida.
Le Typhon Ida (狩野川台風, Kano-gawa taifū), ou typhon de Kano-gawa, est un typhon qui est passé dans la préfecture de Shizuoka et la région du Kantō, au Japon, en septembre 1958. Les inondations subséquentes ont particulièrement touché le bassin du fleuve Kano et la péninsule d'Izu,.

## Évolution météorologique

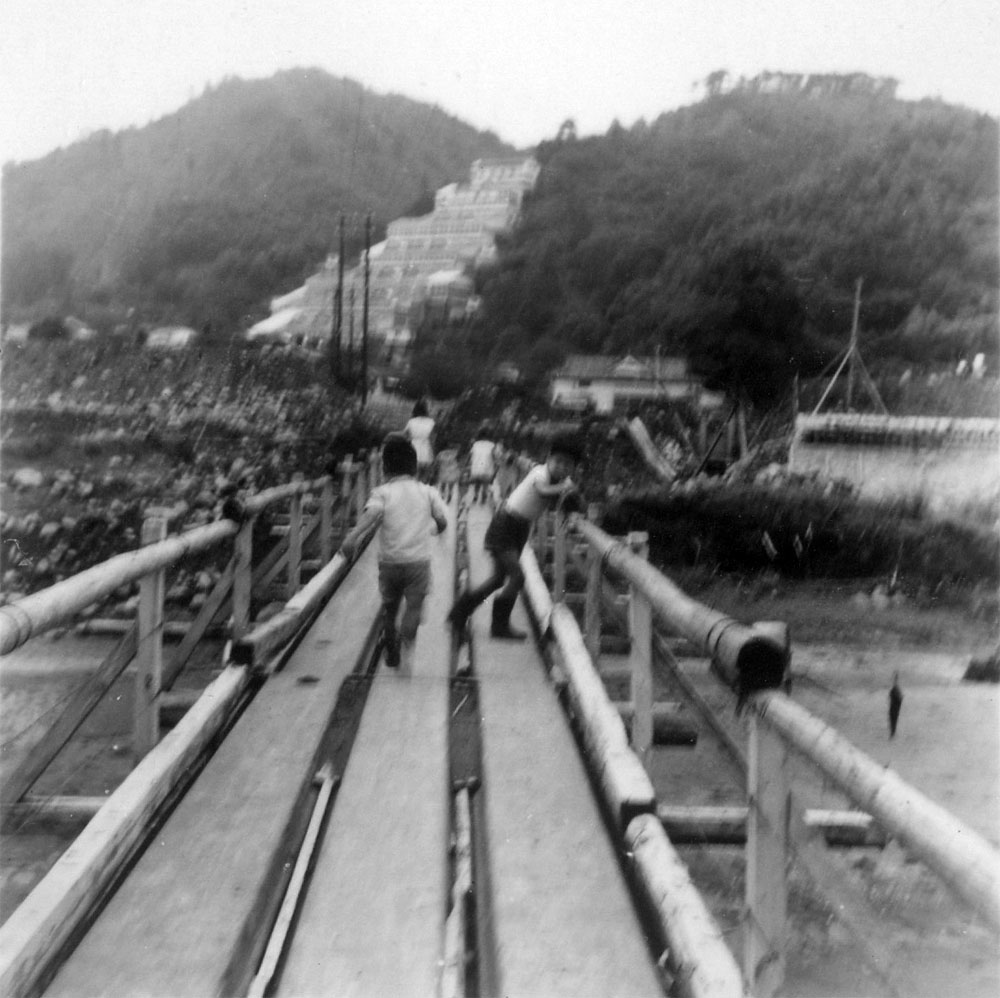
Les dégâts suite au typhon de Kano-Gawa. Photo prise au pont de Ohito.

Le 20 septembre 1958, un cyclone tropical s'est formé près de Guam. Le système a rapidement pris de la puissance, avec une pression atmosphérique de 877 hPa observée le 24 septembre,. C'était le record de la pression la plus basse mondiale à cette époque. Après cela, le cyclone tropical est passé près de la péninsule d'Izu le 26 septembre. Puis le cyclone tropical a traversé la région du Kanto et a disparu le 30 septembre.